# كريستوفر أورورك
كريستوفر أورورك (13 مارس 1945 في المملكة المتحدة - ) (بالإنجليزية: Christopher O'Rourke)‏ هو لاعب كريكت بريطاني. لعب مع نادي وارويكشاير للكريكيت ‏.

## وصلات خارجية
- كريستوفر أورورك على موقع إي آس بي آن كريك إنفو (الإنجليزية)